# Guillermo Rodríguez (football)
Pour les articles homonymes, voir Guillermo Rodriguez (homonymie) et Rodríguez.

Guillermo Daniel Rodríguez Pérez est un footballeur international uruguayen né le 21 mars 1984 à Montevideo jouant au poste de défenseur.

## Biographie
Guillermo Rodriguez commença sa carrière au sein du Danubio FC en 2002, lors de l'année 2006 il se voit prêté successivement dans deux clubs. Il découvrit d'abord le championnat mexicain avec le CF Atlas avant de faire un passage éclair en Europe au sein du Racing Club de Lens. 
Il retourna sur le continent en signant en 2006 pour le club argentin du CA Independiente avant de retrouver l'Uruguay en 2009 en signant pour le CA Peñarol. Après deux saisons, Rodriguez retrouve l'Europe en jouant de 2011 à 2015 dans le championnat italien avec les clubs de l'AC Cesena, du Torino FC et de l'Hellas Vérone. 
Il retrouva en 2015 le CA Peñarol, avant de signer dans le championnat mexicain avec le Chiapas FC. Après un bref passage au CA Cerro et dans le club péruvien du Club Universitario, il joue depuis 2020 pour le club de l'Atlética Sud América. 

## Palmarès

### En club
- Champion d'Uruguay (2) : en 2010 et en 2016 avec le CA Peñarol.